# Egg one
「egg one」（エッグ ワン）は、sunny-side upの2作目のシングル。2007年4月4日にRosso RECORDSよりリリース。

## 解説
メンバーが周防彰悟と高橋愛美、田辺麻衣の3人となり、それまではavex traxに所属していたが本作は自身のインディーズレーベルであるRosso RECORDSよりリリース。
セーブ・ザ・チルドレン・ジャパンのチャリティーとして、「end of the world」のPVには総勢44人もの著名人が出演している。

## 収録曲
1. Say My Name
フジテレビ系「武=孝太郎」エンディングテーマ
2. fragile
チャクチャクエンタメCMソング
3. end of the world
ロッテ「キシリトールガム」CMソング
4. Say My Name (Instrumental)
5. fragile (Instrumental)
6. end of the world (Instrumental)